# محمدعلی عالمی
محمدعلی عالمی دامغانی (۱۳۰۶–۱۳۸۰) روحانی شیعه ایرانی، نماینده استان سمنان در دوره سوم مجلس خبرگان رهبری، متصدی امور بنیاد مستضعفان انقلاب اسلامی و بنیاد مسکن انقلاب اسلامی استان سمنان، مسئول عقیدتی و سیاسی شهربانی، رئیس دادگاه انقلاب و حاکم شرع دادگاه کیفری بود.

## آثار
- پیغمبر و یاران (پنج جلد)
- جوانان چه می‌پرسند؟
- شاگردان مکتب ائمه